# Heteronitis pauliani
Heteronitis pauliani là một loài bọ cánh cứng trong họ Bọ hung (Scarabaeidae).